# شهرستان سیدر (آیووا)
شهرستان سیدر، آیووا (به انگلیسی: Cedar County, Iowa) یک سکونتگاه مسکونی در ایالات متحده آمریکا است که در آیووا واقع شده‌است.